# Filme da Treta
Filme da Treta é uma longa-metragem humorística portuguesa de 2006, produzido pela Sociedade Independente de Comunicação (SIC). Foi baseada na célebre peça teatral e televisiva Conversa da Treta. O filme foi um sucesso de bilheteira, tendo sido um dos filmes portugueses mais vistos de sempre.

## Sinopse
O filme é de teor humorista e satirizante, com um argumento marcado pelos trocadilhos e anedotas, continuando o estilo da peça de teatro no qual é baseado. O filme adopta as mesmas personagens principais da peça, Zezé e Tóni, embora expanda o seu papel e o ambiente envolvente, dando a conhecer ao público a sua história e os membros das suas famílias. O enredo inicia-se com Zezé a frequentar uma cabina de Peep show de um espectáculo, durante o qual a personagem tem uma visão apocalíptica, decidindo então abdicar das suas posses materiais e ingressar numa ordem religiosa, a Ordem dos Caracolários Descalços. Durante a sua estadia no mosteiro, é visitado por Tóni, levando ambos a recordar as suas aventuras em comum, e o episódio que levou à entrada de Zezé na ordem religiosa, demonstrando ao mesmo tempo a força dos laços de amizade entre eles. Entre as cenas recordadas pelas duas personagens, estão a a descoberta do caminho marítimo para Espanha montado num burro, lutas de galo, ao estilo oriental, com galos gays, a festa da feijoada com fados e tudo, as idas ao hospital, o mega engarrafamento, os filmes e o cinema, e Tóni no papel de Jim Morrinson.

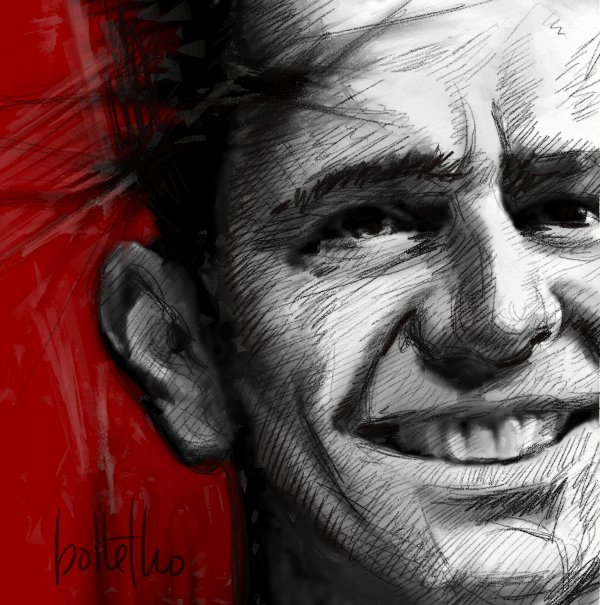
Retrato de António Feio, por Carlos Botelho.

## Elenco
- José Pedro Gomes - Zezé
- António Feio - Toni
- Marco Horácio - Zé Cágado
- Maria Rueff - Mulher de Zezé
- José Raposo - Bifinhos
- António Melo - Galhetas
- Joaquim Nicolau - Ramalho
- Rui Paulo - Lambretas

## Produção

### Desenvolvimento
O filme consiste numa colagem de sketches humorísticos, tendo como principal fio à meada, as personagens de Toni, e Zezé, de «Conversas da Treta», que também foi passado pela SIC. A linguagem brejeira, mas sem palavrões, era uma marca do filme. Os personagens Zézé e Toni são baseados nos personagens holandeses [Van Kooten en de Bie], um alto menos esperto com botas de cowboy e o outro baixo, esperto e com bigode, ambos habitam num bairro degradado, Schilderswijk em Haia. As emissões holandesas foram transmitidas no princípio dos anos 80.[carece de fontes?]
O filme foi baseado na peça teatral Conversa da Treta, protagonizada pela dupla de José Pedro Gomes e António Feio, e que foi ao palco entre 1997 e 2000, com grande sucesso, tendo sido depois adaptada ao rádio, à televisão e de forma em livro. A ideia de produzir um filme baseado na peça terá surgido num encontro entre os actores, António Feio e José Pedro Gomes, e o produtor Leonel Vieira, após o espectáculo A Treta Continua, no Coliseu de Lisboa. Segundo José Pedro Gomes, já há algum tempo que ambos os actores tinham em mente realizar uma longa-metragem inspirada na peça teatral, devido ao sucesso obtido no teatro e na televisão.

### Elenco e equipa
As personagens principais, Zezé e Tóni, foram interpretados pelos actores José Pedro Gomes e António Feio, que já tinham protagonizado estes papéis na peça de teatro e na série televisiva. O elenco contou igualmente com outras importantes figuras da televisão e cinema português, incluindo Maria Rueff, que interpreta a esposa de Zezé, José Raposo no papel da personagem Bifinhos, Marco Horácio como Zé Cágado, e António Melo como Galhetas.
Os responsáveis pelo guião foram Filipe Homem Fonseca e Eduardo Madeira, ambos pertencentes à agência Produções Fictícias. Eduardo Madeira também foi responsável pelo guião do filme cómico O Lampião da Estrela, e participou em várias séries de humor, como Os Contemporâneos, Estado de Graça e Donos Disto Tudo. O filme foi realizado por José Sacramento, que classificou o processo de adaptação de uma peça de teatro para o cinema foi «ingrato e difícil», embora tenha ficado satisfeito com o resultado, uma vez que foi baseado em «duas personagens muito cáusticas em relação à sociedade e com piadas mais evidentes e físicas e outras mais subtis e políticas.».

### Distribuição e filmagem
O filme custou cerca de 800 mil Euros, tendo sido financiado por capitais privados. Entre as várias empresas responsáveis pela produção encontram-se a operadora televisiva Sociedade Independente de Comunicação (SIC), e a Stopline, de Leonel Vieira, que foi um dos produtores do filme. Foi distribuído pela empresa LNK.
As filmagens foram feitas em Lisboa, tendo durado cerca de quatro semanas.

## Recepção
O filme foi apresentado pela primeira vez no Optimus Open Air.[carece de fontes?] Segundo dados do Instituto do Cinema e do Audiovisual, o filme foi visto por 278.956 espectadores e arrecadou mais de €1 milhão, tendo ficado em quinto lugar na lista dos vinte filmes portugueses mais vistos em quarenta anos. Foi igualmente o filme português mais visto em 2006, tendo conseguido angariar, nos seus primeiros três meses de exibição, mais do que o triplo dos espectadores de todos os outros filmes feitos em território nacional nesse ano.
José Pedro Gomes foi nomeado para o prémio de melhor actor na edição de 2007 dos Globos de Ouro, pelo seu papel no Filme da Treta, tendo perdido para José Afonso Pimentel, pelo filme Coisa Ruim.